# 佐野市立吉澤記念美術館
佐野市立吉澤記念美術館（さのしりつよしざわきねんびじゅつかん）は、佐野市にある美術館。

## 概要
葛生在住の旧家・吉澤家が江戸時代後期より5代200年にわたって蒐集した美術コレクション515点を核とする他、寄託品を収蔵している。平成12年（2000年）3月、この吉澤コレクションと新築の美術館施設は吉澤家（吉澤兵左）より葛生町に寄贈され、平成14年（2002年）5月27日、葛生町立吉澤記念美術館として開館。石灰の町葛生に相応しく漆喰の白壁づくりの外観をもつ。平成17年（2005年）2月28日、佐野市・安蘇郡田沼町の市町村合併により佐野市立吉澤記念美術館と名称変更をした。

## 吉澤コレクション
吉澤コレクション515点は以下のように分類されている。
- 近世・近代書画（軸装・屏風・巻子）が合計318点。
- 現代絵画（額装）が合計72点。
- 近現代陶芸（一部ガラスあり）が合計125点。

### 吉澤家当主一覧
- 吉澤松堂（1789年 - 1866年）名は恵、字を孟篤、11代兵左衛門。酒造業を営む。文人墨客と交わり高久靄厓の支援者のひとり。靄厓より画を学び、墨竹図を得意としコレクションに含まれる。また渡辺崋山とも交流し「風竹図」を贈られた。
- 吉澤象水（1813年 - 1883年）松堂の子。12代兵左衛門。名は潜・字を孔昭。酔臥とも号した。植林事業を行う。高久靄厓に画を学び、明清の書画を蒐集したという。
- 吉澤慎堂（1846年 - 1905年）初代兵左　象水の子。名は紹・字を公烈。明治6年に石灰製造に乗り出し吉澤石灰工業株式会社の前身とする。明治22年に初代葛生町長に就任。
- 吉澤晃南（1887年 - 1951年）二代兵左　慎堂の子でその跡を受けて第二次世界大戦後まで石灰事業を経営。狩野探幽「十牛図」・伊藤若冲「菜蟲譜」を入手。
- 吉澤兵左（1926年 -2011年　）　三代兵左　吉澤石灰工業株式会社会長　茨城県筑西市出身。実父が板谷波山と親交。

## 主な所蔵品
- 伊藤若冲「菜蟲譜」（国の重要文化財）[1]
- 狩野探幽「十牛図」
- 渡辺崋山「風竹図」
- 高久靄厓「山水図」
- 橋本雅邦「蓬莱朝陽」
- 川合玉堂「孟母断機」
- 小林古径「神崎の窟」
- 安田靫彦「菅公幼時」
- 東山魁夷「山湖」
- 平山郁夫「ギゼのピラミッド」
- 塚原哲夫「聖堂」
- 板谷波山「葆光彩磁牡丹文様花瓶」
- 富本憲吉「色絵金銀彩水指」
- 楠部彌弌「彩埏薫風香炉」

## 開館日・時間・料金
- 休館日 毎週月曜日（祝休日の場合は開館、翌日休館）・祝日の翌日・年末年始・展示替え期間
- 開館時間 午前9時30分〜午後5時
- 入館料 一般510円（20名以上の団体は460円）

## 建物概要
- 展示室
- 地域交流室
- 喫茶コーナー
- ミュージアムショップ
- 相生公園（前庭に噴水池・オブジェ・フレスコ画）

## 所在地
- 栃木県佐野市葛生東1-14-30

## 交通
- 東武佐野線葛生駅 徒歩8分
- 市営バス「葛の里壱番館」徒歩1分

- 東北自動車道佐野藤岡ICより約30分
- 東北自動車道栃木ICより約20分
- 北関東自動車道佐野田沼ICより約15分

## 周辺
- 佐野市葛生化石館
- 佐野市葛生伝承館